# Arrondissement de Pérouse
L'arrondissement de Pérouse est une ancienne subdivision administrative française du département du Trasimène créée le 15 février 1809 dans le cadre de la nouvelle organisation administrative mise en place par Napoléon Ier en Italie et supprimée le 11 avril 1814, après la chute de l'Empire.

## Composition
L'arrondissement de Pérouse comprenait les cantons de Costiglion del Lago, Città della Pieve, Città di Castello, Deruta, Fratta Todina, Panicale, Paffignano, Pérouse (trois cantons) et Santa Maria.